# Кобцев, Денис Владимирович
Дени́с Влади́мирович Ко́бцев (род. 22 декабря 1977) — российский футболист, защитник.

## Карьера
Воспитанник СДЮШОР «Смена» (Санкт-Петербург). В 1995—1996 годах защищал цвета местных клубов «Сатурн-1991» и «Локомотив-Сатурн». В 1997 году перешёл в «Спартак-Орехово». В 1998 году пополнил ряды «Носты». В 2001 году вернулся в Санкт-Петербург, подписав контракт с местным «Динамо». В 2002 году защищал цвета клуба «Салют-Энергия». В марте 2003 года перешёл в клуб Высшей лиги Казахстана «Кайсар». В элитном дивизионе дебютировал 12 апреля в матче против «Иртыша» (3:0). Завершил карьеру в луховицком «Спартаке».

## Достижения
- Победитель Второго дивизиона (2): 1999 (зона «Урал»), 2001 (зона «Запад»)
- Серебряный призёр зоны «Урал» Второго дивизиона: 1998
- Бронзовый призёр зоны «Центр» Второго дивизиона: 2002